# Полет 541 на „Еър Филипийнс“
Полет 541 на „Еър Филипийнс“ е редовен вътрешен пътнически полет от международното летище „Ниной Акино“, Метро Манила, до международното летище „Франсиско Бангой“, Давао, Филипините, управляван от „Еър Филипийнс“. На 19 април 2000 г. самолетът „Боинг 737-2H4“, който изпълнява полета, се разбива в Самал, Давао дел Норте, докато се приближава към летището в Давао, и убива всички 124 пътници и 7 членове на екипажа на борда на машината.
Установено е, че екипажът започва изкачване и влиза отново в облаците, докато правилната процедура е да се издигне до 1200 м по прибори, след което да се движи в кръг и подготви за подход към пистата. Вместо това пилотите се опитват да летят по правилата за визуални полети на по-малка височина.
Към август 2025 г. това е най-смъртоносната въздушна катастрофа във Филипините, след като надминава тази при полет 387 на „Себу Пасифик“, и третата най-смъртоносна катастрофа с участието на „Боинг 737-200“, след инцидентите при полет 091 на „Мандала Еърлайнс“ и полет 113 на „Индиан Еърлайнс“.